# Ophelia (Mond)
 Ophelia (auch Uranus VII) ist der zweitinnerste und einer der kleineren der 28 bekannten Monde des Planeten Uranus.

## Entdeckung und Benennung
Ophelia wurde am 20. Januar 1986 zusammen mit Cordelia von dem Astronomen Richard John Terrile auf fotografischen Aufnahmen der Raumsonde Voyager 2 entdeckt. Die Entdeckung wurde am 27. Januar 1986 von der Internationalen Astronomischen Union (IAU) bekanntgegeben; der Mond erhielt zunächst die vorläufige Bezeichnung S/1986 U 8.
14 Jahre lang galt Ophelia (wie Cordelia) als verschollen. Der Astronom Erich Karkoschka untersuchte einige mit dem Hubble-Weltraumteleskop 1997 gewonnene Aufnahmen des Uranussystems. Dabei stapelte er die elektronischen Aufnahmen übereinander und verglich Pixel mit Pixel, bis er letztendlich fündig wurde. Eine Bestätigung erfolgte durch die Astronomen Richard French vom Wellesley College und Philip Nicholson von der Cornell-Universität im März 2000. Die Wiederentdeckung wurde am 3. September 2003 bekannt gegeben.
Am 8. Juni 1988 erhielt der Mond den Namen Ophelia. Ophelia ist eine weibliche Figur aus William Shakespeares Hamlet, die vom Prinzen Hamlet lange Zeit umworben wurde, dann aber von dem vermeintlich Wahnsinnigen schroff zurückgewiesen wurde. Aus Gram über den Tod ihres Vaters Polonius, der von Hamlet durch eine Verwechslung getötet wurde, wurde sie wahnsinnig und ertränkte sich.
Alle Monde des Uranus sind nach Figuren von Shakespeare oder Alexander Pope benannt. Die ersten vier entdeckten Uranusmonde (Oberon, Titania, Ariel, Umbriel) wurden nach Vorschlägen von John Herschel, dem Sohn des Uranus-Entdeckers Wilhelm Herschel, benannt. Später wurde die Tradition der Namensgebung beibehalten.

## Bahneigenschaften

### Umlaufbahn

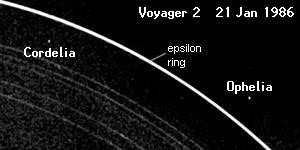
Voyager-2-Bild von Cordelia und Ophelia

Ophelia umkreist Uranus auf einer prograden, fast perfekt kreisförmigen Umlaufbahn in einem mittleren Abstand von rund 53.763 km. Die Bahnexzentrizität beträgt 0,00992, die Bahn ist 0,104° gegenüber dem Äquator von Uranus geneigt.
Die Umlaufbahn des innersten Mondes Cordelia ist im Mittel 4.000 km von Cordelias Orbit entfernt, die des nächstäußeren Mondes Bianca 5.400 km.
Ophelia befindet sich inmitten zweier Uranusringe, des innen laufenden ε (Epsilon)-Ringes, der im Mittel rund 2.600 km vom Ophelia-Orbit entfernt ist, und der Innenkante des äußeren ν (Ny)-Staubringes in 12.300 km Entfernung.
Ophelia bewegt sich als äußerer Schäfermond außerhalb des hellsten ε-Ringes des Uranus und beeinflusst mit ihrer Gravitationswirkung dessen Ringpartikel. Der äußere Rand des Rings befindet sich zu Ophelia in einer 14:13-Bahnresonanz, der innere Rand wiederum besitzt eine Resonanz von 24:25 zum inneren Schäfermond Cordelia. Die Massen der beiden Monde müssen mindestens das Dreifache der Masse des Rings betragen, damit dieser wirksam in seiner Begrenzung gehalten werden kann. Die Masse des ε-Rings wird auf etwa 1016 kg geschätzt.
Ophelia umläuft Uranus in 9 Stunden und 2 Minuten. Da dies schneller ist als die Rotation des Uranus, geht Ophelia vom Uranus aus gesehen im Westen auf und im Osten unter.
Sie bewegt sich innerhalb eines kritischen Abstandes, nahe der Roche-Grenze, in einer absinkenden Bahn um den Planeten und wird irgendwann infolge von Gezeitenkräften zu einem Ring auseinandergerissen werden oder in Uranus’ Atmosphäre stürzen beziehungsweise verglühen.

## Physikalische Eigenschaften

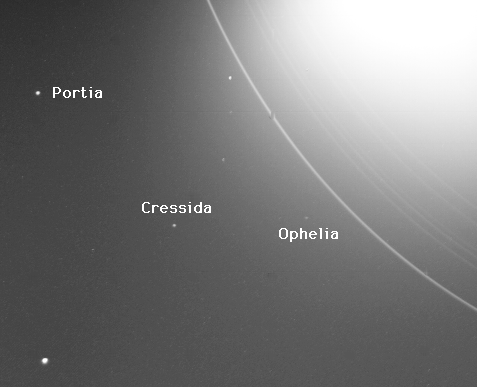
Voyager-2-Bild von Ophelia, Cressida und Portia

Ophelia hat einen mittleren Durchmesser von 42 km.
Ihre mittlere Dichte ist mit 1,3 g/cm3 deutlich geringer als die Dichte der Erde und weist darauf hin, dass der Mond überwiegend aus Wassereis zusammengesetzt ist. Sie weist eine sehr geringe Albedo von 0,07 auf, d. h., 7 % des eingestrahlten Sonnenlichts werden von der Oberfläche reflektiert. Sie ist damit ein sehr dunkler Himmelskörper. An ihrer Oberfläche beträgt die Schwerebeschleunigung 0,008 m/s2, dies entspricht weniger als 1 ‰ der irdischen.